# 薩納納島
薩納納島又叫苏拉贝西岛，是印度尼西亞的島嶼，是摩鹿加群島中蘇拉群島的大型島嶼，座標2°12′S 125°55′E / 2.200°S 125.917°E，處於敏莪里島以南和塔利亞布島東南方，面積558平方公里。行政上归属北马鲁古省苏拉群岛县管理。